# Parlamentsvalget i Thailand 2019
Parlamentsvalget i Thailand 2019 blev afholdt den 24. marts. På valg var hele Repræsentanternes Hus, det thailandske parlaments underhus med 500 folkevalgte pladser.
Efter parlamentsvalget i blev militærjuntaen fra 2014 statskuppet udskiftet med et delvist demokratisk valgt parlament, hvor senatet, der med 250 pladser udgør en tredjedel af parlamentets i alt 750 sæder, var udpeget af militæret, og en regering bestående af hærens allierede. Den forhenværende juntaleder, Prayut Chan-o-cha blev udpeget som premierminister.

## Opløsning af Future Forward-partiet
Oppositionen bestod primært af partiet Future Forward under ledelse af milliardæren Thanathorn Juangroongruangkit. Regeringen forsøgte både af få partilederen ekskluderet som parlamentsmedlem, blandt andet med beskyldning om ulovlige lån på 191,2 millioner baht til partiet, såvel som opløsning af partiet, ved at dets logo af en trekant stående på spidsen, var sammenlignelig med logoet for Illuminati-ordenen, et hemmeligt selskab bestående af en lille politisk magtfuld elitegruppe, som konspirations teoretikere mener søger at opnå verdensherredømme. Forfatningsdomstolen, der skulle afgøre sagen i januar 2020 behøver hverken høring eller vidner, da retten havde materiale nok, hvilket blev udlagt som, at Future Forward-partiet ikke fik mulighed for at forsvare sig mod beskyldningerne.
Den 21. februar 2020 afsagde Forfatningsdomstolen kendelse om opløsning af partiet, samt bandlysning af 16 af dets ledende medlemmers deltagelse i politik i 10 år, begrundet med, at Future Forward-partiet havde optaget ulovlige lån på 191 millioner baht. 11 af de ekskluderede partimedlemmer var tillige medlemmer af parlamentet, hvorved gruppen af medlemmer valgt for partiet blev reduceret til 65. Future Forward fik 76 pladser ud af parlamentets 500 sæder ved valget i marts 2019. De tilbageværende medlemmer kan vælge at tilslutte sig et andet parti, eller stifte et nyt parti, mens 11 sæder forbliver tomme indtil næste parlamentsvalg. Det giver premierminister Chan-o-chas regering et mere komfortabelt flertal, der ellers var baseret på blot to stemmer.
De tilbageværende 54 parlamentsmedlemmer fra Future Forward-partier stiftede to uger senere Move Forward Party (thai: พรรคก้าวไกล) med Pita Limjaroenrat som leder. Han blev formelt valgt som partiets formand den 14. marts 2020.

## Tidligere opløsning af politiske partier
Thailand har tidligere opløst politiske partier og bandlyst politikere for en periode. Det skete første gang efter militærkuppet i 2006, hvor Thaksin Shinawatra blev afsat og partiet Thai Rak Thai blev opløst i 2007. I 2008 blev det pro-Thaisin parti People’s Power Party, og to af dets støttepartier, opløst, hvilket medførte massedemonstrationer i 2010, hvor 90 mennesker blev dræbt. Og forud for 2019-valget blev et andet pro-Thaisin parti, Thai Raksa Chart, opløst.

## Oppositionen mangler samlet front
Efterhånden som fireårsperioden nærmede sig udløb med et forestående nyt parlamentsvalg kunne det i Januar 2022 konstateres, at oppositionen havde tabt næsten hvert eneste mellemvalg siden parlamentsvalget i 2019. Oppositionslederne kunne ikke præsenteret en samlet front og gik ofte i vejen for hinanden, hvilket efterlod plads til, at det regerende parti overtog pladserne. De to største oppositionspartier, det Thaksin Shinawatra-støttede Pheu Thai Party og det progressive Move Forward Party var heller ikke enige og manglende alliance delte oppositionen. Pheu Thai havde tillige stemt sammen med det regerende parti, for at ændre valgreglerne, idet Pheu Thai blev fik det største mandatudbytte af ændringen, men Move Forward Party blev største taber. Selv om meningsmålinger viste, at det regerende parti kunne miste 21 sæder i parlamentet, ville de vil stadig have de 250 militærudnævnte senatorer på deres side. Desuden havde forfatningsdomstolen stemt imod oppositionen ved enhver lejlighed i det forudgående årti.